# Les Vampires de Salem
Pour les articles homonymes, voir Salem.
Les Vampires de Salem (Salem’s Lot) est une mini-série fantastique américaine en deux parties réalisée par Tobe Hooper, diffusée en 1979.
Inspiré du best-seller Salem de Stephen King, cette mini-série est diffusée pour la première fois en deux parties sur la chaîne CBS les 17 et 24 novembre 1979. Elle est sortie dans les salles de cinéma françaises en 1980, dans une version considérablement tronquée.

## Résumé
L'écrivain Ben Mears retourne dans sa ville natale de Jerusalem's Lot, dans le Maine, dans le but d'écrire un livre sur Marsten House, une maison réputée hantée qui est située sur une colline dominant la ville. Mears a l'intention de la louer mais découvre qu'elle vient d'être achetée par Richard Straker, un homme étrange qui vient d'ouvrir un magasin d'antiquités avec son associé Kurt Barlow. Ben s'installe en ville et rencontre la jeune Susan Norton, avec qui il ne tarde pas à nouer une relation romantique. Il sympathise également avec le docteur Bill Norton, le père de la jeune femme, et retrouve son ami d'enfance Jason Burke.
Une grande caisse est livrée un soir à Marsten House, caisse dans laquelle repose Barlow, qui est en fait un maître vampire dont Straker est le fidèle serviteur. Straker tue le jeune Ralphie Glick pour l'offrir en sacrifice à son maître, et le garçon, transformé en vampire, commence à répandre la contamination en commençant par son frère Danny. Un nombre croissant d'habitants de la ville commencent à disparaître ou à mourir de causes inexpliquées, et Ben et Straker, en tant que nouveaux arrivants, sont tous deux suspectés. Danny tente de s'attaquer à son ancien camarade de classe Mark Petrie, mais celui-ci le repousse avec un crucifix.
Ben Mears et Jason Burke finissent par découvrir la vérité et tentent de mettre un terme aux agissements des vampires, mais Burke est victime peu après d'une crise cardiaque à la suite d'une rencontre avec un vampire. Les parents du jeune Mark Petrie sont tous deux tués par Barlow, mais Mark est sauvé grâce au sacrifice du père Callahan, le prêtre local. Mark et Susan Norton essaient de pénétrer dans Marsten House mais sont capturés par Straker. Mark parvient cependant à s'échapper et rencontre Ben Mears et Bill Norton, qui se rendaient eux aussi à Marsten House pour tenter d'y débusquer Barlow et Straker. Mark revient donc dans la bâtisse avec les deux hommes, et Bill Norton y est tué par Straker, qui est à son tour abattu par Ben. Ben et Mark découvrent ensuite le cercueil de Barlow et détruisent le vampire en lui plantant un pieu dans le cœur, avant d'incendier la maison. Susan reste néanmoins introuvable alors que l'incendie commence à se propager à la ville entière. Ben et Mark quittent alors la ville.
Deux ans plus tard, ils se sont désormais installés au Guatemala mais sont poursuivis sans relâche par les vampires qui ont échappé à l'incendie de Salem. Ils sont prévenus de leur arrivée au moyen d'eau bénite, qui devient fluorescente quand un vampire approche. Voyant que c'est le cas, ils rassemblent leurs affaires pour partir dans un autre endroit mais Ben trouve Susan qui l'attend dans son lit. Elle est devenue elle aussi une vampire et s'apprête à le mordre quand il lui enfonce un pieu dans le cœur. Ben et Mark s'en vont ensuite, sachant que d'autres vampires vont continuer à les traquer.

## Fiche technique
- Titre original : Salem's Lot
- Titre français : Les Vampires de Salem
- Réalisation : Tobe Hooper
- Scénario : Paul Monash (en)
- Décors : Mort Rabinowitz
- Photographie : Jules Brenner
- Montage : Tom Pryor et Carroll Sax
- Musique : Harry Sukman
- Production : Richard Kobritz
- Société de production : Warner Bros. Television
- Société de distribution : Columbia Broadcasting System (CBS)
- Budget : 4 000 000 $[1]
- Pays de production :  États-Unis
- Langue originale : Anglais américain
- Format : couleur
- Genre : horreur
- Durée : 
  - Version cinéma + VHS : 107 minutes
  - Version intégrale DVD + BLU-RAY : 184 minutes
- Dates de diffusion :
  - États-Unis : 17 et 24 novembre 1979 sur CBS
  - France : 10 septembre 1980 (au cinéma)
- Mention :
  - France : interdit aux moins de 12 ans

## Distribution
Note : les noms des doublages français correspondent à la version cinéma d'origine.
- David Soul (VF : Francis Lax) : Ben Mears
- James Mason (VF : Jean-Claude Michel) : Richard K. Straker
- Lance Kerwin (en) (VF : Chris Bénard) : Mark Petrie
- Bonnie Bedelia (VF : Céline Monsarrat) : Susan Norton
- Lew Ayres (VF : Michel Gudin) : Jason Burke
- Reggie Nalder : Kurt Barlow
- Ed Flanders (VF : Jacques Thébault) : Dr Bill Norton
- James Gallery : le père Donald Callahan
- Fred Willard (VF : Jean-Luc Kayser) : Larry Crockett
- Julie Cobb (en) (VF : Dorothée Jemma) : Bonnie Sawyer
- Kenneth McMillan (VF : Philippe Dumat) : shérif Parkins Gillespie
- Geoffrey Lewis (VF : Serge Lhorca) : Mike Ryerson
- Marie Windsor : Eva Miller
- Bonnie Bartlett : Ann Norton
- George Dzundza (VF : Marc Alfos) : Cully Sawyer
- Elisha Cook Jr. : Gordon "Weasel" Phillips
- Clarissa Kaye (en) : Marjorie Glick
- Barbara Babcock : June Petrie
- Brad Savage (en) : Danny Glick
- Ronnie Scribner (en) : Ralphie Glick

## Production
La Warner Bros. acquiert les droits d'adaptation de Salem et souhaite tout d'abord en faire un film. Mais les scénaristes Stirling Silliphant et Larry Cohen éprouvent des difficultés à condenser l'action du roman dans un long métrage de deux heures, et George Romero, pressenti pour la réalisation, préfère abandonner le projet.
La Warner décide alors d'en faire une mini-série. Le scénariste Paul Monash (en), qui a déjà travaillé sur la série Peyton Place, est engagé pour écrire le script, et Tobe Hooper, réalisateur de Massacre à la tronçonneuse, est chargé de la réalisation. Le tournage, avec un budget de 4 millions de dollars, débute le 10 juillet 1979 à Ferndale en Californie du Nord et aux studios de Burbank, et se termine le 29 août de la même année.
Bien qu'en majeure partie fidèle au roman, le scénario prend de nombreuses libertés au niveau des personnages, et celui de Kurt Barlow, contrairement au roman original qui le dépeignait comme un vampire d'aspect normal et aux manières civilisées, devient une créature plus manifestement terrifiante, à l'allure monstrueuse proche du Nosferatu le vampire de F.W. Murnau. Le producteur Richard Kobritz est à l'origine de cette initiative, et le rôle du personnage de Straker est en conséquence renforcé. Le destin de Susan Norton est également laissé en suspens jusqu'à la fin de la mini-série afin d'apporter un climax plus percutant. Stephen King, après avoir lu le script, s'en déclare satisfait, même si les scènes de violence les plus explicites sont édulcorées pour satisfaire aux critères télévisuels.
Les deux stars du casting sont James Mason, dont l'épouse Clarissa Kaye (en) joue le rôle de Marjorie Glick, et David Soul, qui prépare son rôle très sérieusement et garde ses distances avec les autres acteurs afin de restituer le côté solitaire de son personnage.
Environ 200 000 dollars sont consacrés à la construction, à Ferndale, d'une façade de Marsten House sur trois étages et des intérieurs de la maison. Les scènes de lévitation des vampires, qui ont plus tard notamment inspiré celles du film Génération perdue, sont réalisées en plaçant les acteurs sur des grues, au lieu de les suspendre à des câbles, et sont tournées à l'envers afin de rendre l'aspect visuel plus effrayant.
D'une durée initiale dépassant les trois heures, la mini-série fut d'abord diffusée à la télévision américaine sous forme de mini-série, avant d'être distribué en salles de cinéma dans plusieurs pays d'Europe, dont la France, où il est sorti le 10 septembre 1980, et au Japon, dans une version réduite à une durée de 112 minutes, et donc amputée de nombreuses scènes, dont le prologue et l'épilogue au Guatemala.

## Accueil et distinctions
La mini-série a reçu dans l'ensemble des critiques très favorables. Elle obtient 82 % de critiques positives, avec une note moyenne de 6,4/10 et sur la base de 11 critiques collectées, sur le site internet Rotten Tomatoes. Helen O'Hara, du magazine Empire, lui donne trois étoiles sur cinq, parlant d'une version datée mais fidèle à l'œuvre originale et comportant quelques scènes effrayantes. Time Out évoque une adaptation réussie de façon surprenante avec une atmosphère angoissante ainsi qu'une réalisation fluide de Tobe Hooper, et place le film dans sa liste des meilleurs films de vampires. Et Entertainment Weekly classe Kurt Barlow à la huitième place de sa liste des 20 plus grands vampires du cinéma et de la télévision.
Les Vampires de Salem a reçu trois nominations aux Emmy Awards en 1980 : celles de la meilleure composition musicale, du meilleur maquillage et du meilleur design de générique. Il a également été nommé la même année au prix Edgar-Allan-Poe dans la catégorie du meilleur téléfilm.

## Sortie vidéo
La mini-série est sortie en VHS en 1982 dans son montage cinéma de 107 minutes puis en 2007 dans son montage intégral de 184 minutes. Pour le montage intégral, un nouveau doublage français a été réalisé.

## Autres adaptations
Une suite librement adaptée du roman de Stephen King, Les Enfants de Salem (A Return to Salem’s Lot), a été réalisée pour le cinéma par Larry Cohen en 1987, avec Michael Moriarty et Samuel Fuller dans les rôles principaux. Une nouvelle adaptation du roman sous forme de mini-série en deux parties, Salem (Salem’s Lot), a été réalisée en 2004 par Mikael Salomon, avec Rob Lowe dans le rôle de Ben Mears, Donald Sutherland dans celui de Straker et Rutger Hauer dans celui de Barlow.